# Cydistomyia pacifica
Cydistomyia pacifica är en tvåvingeart som först beskrevs av Ricardo 1917.  Cydistomyia pacifica ingår i släktet Cydistomyia och familjen bromsar.
Artens utbredningsområde är Fiji. Inga underarter finns listade i Catalogue of Life.